# Wouter Deprez
Wouter Wilfried Deprez (Geluwe, 14 februari 1975) is een Vlaams komiek en cabaretier.

## Levensloop
Deprez deed na zijn secundair in het Sint-Aloysiuscollege van Menen de kandidatuur politieke en sociale wetenschappen, en het licentiaat vergelijkende cultuurwetenschappen. Hierna studeerde hij toneel aan het conservatorium.
Hij werd vooral bekend in Vlaanderen als panellid van het Canvas-programma De Rechtvaardige Rechters.
In 2002 schreef hij voor de 700e verjaardag van de Guldensporenslag de theatertekst "De weliswaar lichtelijk ongelooflijke doch volledig waargebeurde historie van Verlorenbrood".
In 2003 won hij Humo's Comedy Cup.
In 2005 won hij de finale van de televisiequiz De Slimste Mens ter Wereld van Erik Van Looy.
In 2012 nam hij een sabbatjaar in het Zuid-Afrikaanse Plettenberg. Elementen hiervan komen terug in zijn show Hier is wat ik denk.
Deprez' grote voorbeelden zijn Woody Allen, Alex Agnew, Hans Teeuwen, Wim Helsen, Neveneffecten, ... Jacques Brel en Johnny Cash bevallen hem ook. Hij schreef bewerkingen in het West-Vlaams van Brels "Ne me quitte pas" ("Meug nie weggoan nie") en "A boy named Sue" van Johnny Cash ("Ne jongne genoamd An").
In 2015 kwam hij veelvuldig in de media met kritiek op het beleid van Vlaams minister van Natuur Joke Schauvliege. Hij hekelde de manier waarop ze een kapvergunning wou verschaffen aan een transportbedrijf en leverde kritiek op het beheer van een fonds om bossen aan te planten.
Van september 2016 tot en met februari 2020 schreef hij afwisselend met Guinevere Claeys een dagelijks cursiefje in De Standaard. Daarna schreef hij om de twee weken de taalcolumn De lettervreter in dezelfde krant, tot in april 2025.
Sinds september 2024 zoekt hij elke woensdag in het Radio 1-programma Nieuwe Feiten mee naar het "ontbreekwoord".

## Voorstellingen
- 2001: Schellekes
- 2002: Moest ik van u zijn
- 2004: Koning Keizer Kannibaal (met Wannes Capelle en Helder Deploige)
- 2005: War
- 2007: Eelt
- 2009: Je zal alles worden
- 2011: Maanziek
- 2013: Hier is wat ik denk
- 2014: Slijk
- 2016: Bloemen, Bijen & Borstbollen (met Ruben Focketyn)
- 2018: Levend & Vers
- 2021: Speech
- 2024: Wouter Moet Meer Orde hebben

## Prijzen
- 2000 - winnaar Humorologie
- 2002 - finale van het Camerettenfestival
- 2003 - winnaar Humo’s Comedy Cup
- 2004 - juryprijs Amsterdams Kleinkunstfestival